# Берестове (Уплатнівська сільська рада)
48°49′42″ пн. ш. 36°19′37″ сх. д. / 48.82833° пн. ш. 36.32694° сх. д.
Берестове — колишнє село в Україні, Близнюківському районі Харківської області. Було підпорядковане Уплатнівській сільській раді.

## Історія
- Виникло після реформи 1861 року, коли поміщик Сукенко «подарував» своїм кріпакам шматки землі. Декілька селянських сімей оселилося на голому, необжитому місці. І став хутір називатись Дарственний. Однак ця назва не прижилась, бо пан дав землю на викуп, земля була не з найкращих – горби та яри. Та й її нічим було обробляти. Скільки не працюй, а хліба для сім'ї до весни не вистачало.
- Шукали селяни заробітку на стороні. Хто йшов у найми до тавричанського багатія Щербака. Інші ж влаштувались на роботу в Лозовій. Згодом у хутір, шукаючи кращої долі, стали переселятись селяни з великої Берестової. З тих пір село почало носити назву Берестове.

До німецько-радянської війни село носило назву «Орач». Жителі навколишніх сіл так і говорили: "Дорога на «Орач», "Змагаємось з «Орачем».
Зняте з обліку згідно з рішенням, прийнятим на LIV сесії V скликання Харківської обласної ради, № 1606-V від 24 лютого 2010 року.